# Kadua
Kadua es un género con 60 especies de plantas con flores perteneciente a la familia de las rubiáceas.
Es nativo de las islas de´Pacífico.

## Taxonomía
Kadua fue descrito por Cham. & Schltdl. y publicado en Linnaea 4: 157, en el año 1829
Sinonimia
- Wiegmannia Meyen (1834).
- Gouldia A.Gray (1860).[4]

## Especies seleccionadas
- Kadua acuminata Cham. & Schltdl. (1829).
- Kadua affinis DC.
- Kadua affinis Cham. & Schltdl. (1829).
- Kadua arnottii G.Don (1834)
- Kadua centranthoides Hook. & Arn. (1832).[5]
- Kadua cordata
- Kadua coriacea
- Kadua lichtlei
- Kadua littoralis